# Yuji Sugano
Yuji Sugano (菅野 裕二, Sugano Yuji) est un footballeur japonais né le 4 février 1961 dans la préfecture d'Aichi au Japon.